# Metamizol
Metamizól, tudi nóramínofenazón ali dipirón, je učinkovina s protibolečinskim, protivročinskim in tudi spazmolitičnim delovanjem. Najpogosteje se uporablja skozi usta (peroralno) ali intravensko.
Patentirali so ga leta 1922. Na trgu je pod različnimi zaščitenimi imeni. V Sloveniji so na trgu naslednja zdravila z metamizolom: Algominal, Analgin in Metamizol Stada. Prvi so ga klinično začeli uporabljati v Nemčiji pod imenom Novalgin, kasneje pa je v slovanskih državah in v Indiji postal znan pod lastniškim imenom Analgin. V zdravilih se uporablja natrijeva sol (natrijev metamizolat).
V nekaterih državah je prodaja metamizola omejena, ponekod pa je bil umaknjen s tržišča. Vzrok so raziskave iz 70-ih let prejšnjega stoletja, ki so pokazale, da lahko zdravilo povzroči resne neželene učinke, vključno z agranulocitozo (nenadno in izrazito znižanje števila granulocitov, vrste belih krvničk). Nekatere druge raziskave niso pokazale teh škodljivih učinkov zdravila in avtorji celo navajajo, da je metamizol varnejši od nekaterih drugih protibolečinskih zdravil. V nekaterih državah, kjer je načeloma dostopen brez recepta, je priljubljeno protibolečinsko zdravilo.

## Klinična uporaba
Metamizol se uporablja v zdravljenju akutne bolečine, vročine ter zaradi spazmolitičnih lastnosti za lajšanje bolečin zaradi mišičnih krčev.
Predvsem se uporablja za zdravljenje perioperativnih bolečin, bolečin pri akutnih poškodbah, kolikah, bolečin zaradi rakavih bolezni, drugih vrst akutnih in kroničnih bolečin ter za zniževanje visoke vročine, pri kateri druga zdravila niso učinkovita. Metamizol je tudi učinkovit pri lajšanju kolikam podobnih bolečin v žolčnem sistemu in prebavilih ter blaži krče gladkega mišičja v Oddijevem sfinktru.
Učinek na lajšanje črevesnih kolik naj bi bil povezan s protibolečinskim delovanjem, ni pa dokazov, da bi vplival na motiliteto tankega ali debelega črevesa.

### Posebne skupine bolnikov
Uporaba med nosečnostjo se odsvetuje, vendar raziskave na živalih kažejo, da povzroča minimalno tveganje za nastanek nepravilnosti pri plodu. Ne sme se uporabljati med dojenjem, saj se izloča v materino mleko. Uporaba se odsvetuje tudi pri starejših bolnikih in bolnikih z oslabljeno ledvično ali jetrno funkcijo; če je zdravljenje z metamizolom pri teh skupinah bolnikov potrebno, je potrebna posebna previdnost ter uporaba nižjih odmerkov.

## Neželeni učinki
Načeloma velja metamizol za relativno varno zdravilo, vendar lahko povzroča tudi resne neželene učinke.
Povzroči lahko neželene učinke, ki se odrazijo na krvi, sicer pa v primerjavi z nesteroidnimi protivnetnimi zdravili (NSPVZ) povzroča manj neželenih učinkov na ledvice, srce in ožilje ter prebavila. Podobno kot NSPVZ lako tudi metamizol povzroči bronhospazem ali anafilaksijo, zlasti pri bolnikih z astmo.
Hudi neželeni učinki metamizola vključujejo agranulocitozo, aplastično anemijo, preobčutljivostne reakcije (kot sta anafilaksija in bronhospazem) in toksično epidermalno nekrolizo, lahko pa sproži tudi akutne zagone porfirije, saj je kemično soroden sulfonamidom. Poročane ocene o stopnji pojavljanja agranulocitoze zaradi zdravljenja z metamizolom se močno razlikujejo in raziskovalci si niso enotni o tveganju za pojav agranulocitoze. Pomembno vlogo pri občutljivosti za pojavu agranulocitoze zaradi zdravljenja z metamizolom naj bi imele genetske značilnosti. Domneva se, da so nekatere skupine bolnikov bolj dovzetne za nastanek agranulocitoze. Na primer, ugotovili so, da je pojavnost agranulocitoze večja med britanskim prebivalstvom v orimerjavi s španskim. V poročilu Evropske agencije za zdravila so navedli, da je verjetnost za nastanek agranulocitoze povezan z genetskimi značilnostmi preučevane populacije.
V metaanalizi iz leta so raziskovalci zaključili, da je na podlagi razpoložljivih podatkov kratkotrajna uporaba metamizola v bolnišničnem okolju varno zdravilo v primerjavi z drugimi široko uporabljanimi protibolečinskimi zdravili, vendar pa so rezultati analize omejeni zaradi omejene kakovosti poročil, vključenih v omenjeno analizo.
V sistematičnem pregledu raziskav iz leta 2016 so ugotovili, da metamizol znatno, in sicer 14–27-krat  poveča tveganje za krvavitev iz zgornjih prebavil, vendar pa preučevane raziskave niso poročale o odmerku metamizola in trajanju zdravljenja. V raziskavi, ki jo je opravil eden od proizvajalcev zdravila, so ugotovili, da je tveganje za pojav agranulocitoze 11 primerov na milijon bolnikov, ki uporabljajo zdravilo. 
Metamizol je lahko hepatotoksičen oziroma škodljiv za jetra.

### Kontraindikacije
Kontraindikacije za uporabo metamizola so:
- znana preobčutljivost (vključno s pojavom agranulocitoze ali hude kožne reakcije pri predhodni uporabi zdravila) za metamizol ali druge pirazolonske učinkovine
- preobčutljivost za katerokoli pomožno snov v zdravilu (na primer za laktozo, če jo konkretno zdravilo vsebuje)
- preobčutljivost (vključno s pojavom t. i. analgetične astme) za aspirin in druga protibolečinska zdravila
- akutna porfirija (zaradi tveganja za zagon bolezni)
- motena hematopoeza (tvorba krvnih sestavin), na primer zaradi zdravljenja s kemoterapevtiki
- zadnje trimesečje nosečnosti

Med dojenjem se uporaba metamizola odsvetuje, ker presnovki prehajajo v materino mleko.

## Součinkovanja z drugimi zdravili
Pri bolnikih, ki so sočasno uporabljali aspirin za obvladovanje žilne bolezni in metamizol, so poročali o klinično zelo pomembnih primerih součinkovanja; metamizol namreč ovira vezavo aspirina na vezavno mesto encima COX-1. Ob sočasni uporabi se zato svetuje, da se zdravili uporabita s časovnim zamikom (svetuje se, da se aspirin zaužije vsaj 30 minut pred metamizolom).
| Zdravilo           | Interakcija/teoretični mehanizem možne interakcije                                                            |
| ------------------ | --- |
| Aspirin            | metamizol ovira zaviralni učinek aspirina na COX-1, zato lahko pride do agregacije trombocitov                |
| Ciklosporin        | zmanjšane serumske ravni ciklosporina                                                                         |
| Klorpromazin       | dodatno tveganje za hipotermiji (prenizko telesno temperaturo)                                                |
| Hidroksietil škrob | akutno ledvično popuščanje (dokazi za to so šibki, vendar se sočasna uporaba odsvetuje)                       |
| Metotreksat        | dodatno tveganje za hematološko toksičnost (škodljivo delovanje na kri), in sicer za pojav aplastične anemije |

Pri sočasni uporabi metamizola in peroralnih antikoagulansov (zdravil za redčenje krvi), litija, kaptoprila, triamterena ali antihipertenzivov je prav tako pričakovati možna součinkovanja, saj je znano, da drugi pirazoloni, kamor kemijsko spada metamizol, součinkujejo s temi zdravili. 

### Preveliko odmerjanje
Pri prevelikem odmerjanju velja metamizol načeloma za varno zdravilo, vendar se v primeru uporabe prevelikih odmerkov priporočajo podporni ukrepi ter ukrepi, ki zmanjšajo vsrkanje učinkovine iz prebavil (na primer zaužitje aktivnega oglja) oziroma pospešijo njeno izločanje (na primer hemodializa).

## Farmakologija
Natančen mehanizem delovanja metamizola ni poznan, velja pa, da svoje učinke na splošno dosega z zaviranjem encim COX-3, ki je odgovoren za tvorbo prostaglandinov v osrednjem živčevju, torej v možganih in hrbtenjači. Prostaglandini so maščobne spojine, ki so pomembne v procesu vnetja, občutenju bolečine in nastanku vročine. Z zaviranjem encina COX-3 v osrednjem živčevju se zmanjša tvorba prostaglandinov, zato se ublažijo bolečine, zniža vročina, potencialno pa zmanjšajo tudi vnetni procesi. Verjetno je v delovanje metamizola vpletena tudi aktivacija endokanabinoidega in opioidergičnega sistema. Metamizol je uvrščen med netipična nesteroidna protivnetna zdravila (NSPVZ). Za razliko od tipičnih (klasičnih) NSPVZ izkazuje v terapevtskih odmerkih le blago protivnetno delovanje (ali pa ga sploh ne izkazuje), izkazuje pa močan protibolečinski učinek preko delovanja v osrednjem živčevju. S tem se razlikuje od tipičnih NSPVZ, ki delujejo zlasti periferno. V primerjavi s tipičnimi NSPVZ je zaviralni učinek metamizola na COX-1 in COX-2 bistveno manj izrazit.
Metamizol se presnavlja v jetrih, kjer se z reakcijo N-demetilizacije pretvori v aktivne presnovke. Klinični učinek metamizola pripisujejo namreč njegovima presnovkoma, in sicer arahidonoil-4-metilaminoantipirinu (ARA-4-MAA) in arahidonoil-4-aminoantipirinu (ARA-4-AA).
| Presnovek                 | Kratica | Biološka aktivnost | Farmakokinetične značilnosti |
| ------------------------- | ------- | ------------------ | --- |
| N-metil-4-aminoantipirin  | MAA     | da                 | biološka uporabnost ≈ 90 %, vezava na plazemske beljakovine: 58 %, izloča se s sečem v obsegu 3 ± 1 % izhodiščnega peroralnega odmerka   |
| 4-aminoantipirin          | AA      | da                 | biološka uporabnost ≈ 22,5 %, vezava na plazemske beljakovine: 48 %, izloča se s sečem v obsegu 6 ± 3 % izhodiščnega peroralnega odmerka |
| N-formil-4-aminoantipirin | FAA     | ne                 | vezava na plazemske beljakovine: 18 %, izloča se s sečem v obsegu 23 ± 4 % izhodiščnega peroralnega odmerka                              |
| N-acetil-4-aminoantipirin | AAA     | ne                 | vezava na plazemske beljakovine: 14 %, izloča se s sečem v obsegu 26 ± 8 % izhodiščnega peroralnega odmerka                              |

Metamizol najverjetneje inducira encima CYP2B6 in CYP3A4.